# Mary McCammon
Mary Lister McCammon (ca. 1928 – 11 de abril de 2008) foi uma matemática britânica, professora da Universidade Estadual da Pensilvânia. Foi a primeira mulher a obter um doutorado em matemática no Imperial College London, em 1953.

## Vida pregressa e formação
McCammon estudou matemática na Universidade de Londres, graduando-se com um bacharelado em 1949 e um mestrado em 1950. Foi a primeira mulher a obter um PhD em matemática no Imperial College London, recebendo o doutorado em 1953 por seu trabalho em modelos matemáticos de fluxo viscoso.

## Carreira e pesquisa
Ingressou no Instituto de Tecnologia de Massachusetts (MIT) para pesquisa de pós-doutorado. McCammon ingressou na Universidade Estadual da Pensilvânia em 1954. Introduziu aulas de análise numérica, cálculo e programação de computadores. Atuou como diretora de estudos de graduação duas vezes, primeiro entre 1963 e 1975, e novamente de 1988 a 1998. McCammon foi promovida a professora em 1992.

## Prêmios e honrarias
- 1982 Prêmio Christian Mary Lindback de 1982 por Distinção em Ensino[6]
- 1984 Teresa Cohen Service Award[7]
- 1991 Eberly College of Science Distinguished Service Award[8]
- 1998 C.I. Knoll Award for Excellence in Teaching[9]

A Universidade Estadual da Pensilvânia anunciou em 2000 o Prêmio Mary Lister McCammon, uma bolsa para estudos de graduação, bem como o Prêmio McCammon de Distinção em Ensino de Graduação nomeado em sua homenagem. O Imperial College London anunciou em 2019 a Mary Lister McCammon Summer Research Fellowship para matemáticas universitárias.